# Rick Karsdorp
Rick Karsdorp (Schoonhoven, Holanda Meridional, 11 de febrero de 1995) es un futbolista neerlandés que juega en la demarcación de defensa y se encuentra sin equipo tras abandonar el PSV Eindhoven.

## Selección nacional
Fue convocado por primera vez para disputar dos partidos de la clasificación para la Eurocopa 2016, aunque no llegó a jugar ningún minuto. Finalmente debutó con la selección de fútbol de los Países Bajos el 7 de octubre de 2016 tras ser convocado por el seleccionador Danny Blind en un encuentro de clasificación para la Copa Mundial de Fútbol de 2018 contra Bielorrusia que finalizó con un resultado de 4-1 a favor del combinado neerlandés tras dos goles de Quincy Promes, otro de Davy Klaassen y otro de Vincent Janssen por parte de los Países Bajos, y de Alyaksey Ryas por parte de Bielorrusia.

## Estadísticas

### Clubes
Actualizado al último partido disputado el 5 de noviembre de 2024.
| Feyenoord · Países Bajos | 1.ª           | 2014-15       | 19  | 0 | 2  | 1  | 0 | 0 | 5  | 0 | 0 | 25  | 0 | 2  |
| Feyenoord · Países Bajos | 1.ª           | 2015-16       | 29  | 0 | 10 | 6  | 0 | 0 | —  | — | — | 35  | 0 | 10 |
| Feyenoord · Países Bajos | 1.ª           | 2016-17       | 30  | 1 | 4  | 5  | 0 | 1 | 6  | 0 | 0 | 41  | 1 | 5  |
| A. S. Roma · Italia | 1.ª           | 2017-18       | 1   | 0 | 0  | 0  | 0 | 0 | 0  | 0 | 0 | 1   | 0 | 0  |
| A. S. Roma · Italia | 1.ª           | 2018-19       | 11  | 0 | 1  | 1  | 0 | 0 | 2  | 0 | 0 | 14  | 0 | 1  |
| Feyenoord · Países Bajos | 1.ª           | 2019-20       | 15  | 1 | 3  | 2  | 0 | 0 | 5  | 1 | 2 | 22  | 2 | 5  |
| Feyenoord · Países Bajos | Total club    | Total club    | 93  | 2 | 19 | 14 | 0 | 1 | 16 | 1 | 2 | 123 | 3 | 22 |
| A. S. Roma · Italia | 1.ª           | 2020-21       | 34  | 1 | 6  | 1  | 0 | 0 | 10 | 0 | 0 | 45  | 1 | 6  |
| A. S. Roma · Italia | 1.ª           | 2021-22       | 36  | 0 | 2  | 2  | 0 | 0 | 13 | 0 | 5 | 51  | 0 | 7  |
| A. S. Roma · Italia | 1.ª           | 2022-23       | 13  | 0 | 0  | 0  | 0 | 0 | 5  | 0 | 0 | 18  | 0 | 0  |
| A. S. Roma · Italia | 1.ª           | 2023-24       | 18  | 0 | 2  | 2  | 0 | 0 | 8  | 0 | 0 | 28  | 0 | 2  |
| A. S. Roma · Italia | Total club    | Total club    | 113 | 1 | 11 | 6  | 0 | 0 | 38 | 0 | 5 | 157 | 1 | 16 |
| PSV Eindhoven · Países Bajos | 1.ª           | 2024-25       | 6   | 0 | 1  | 0  | 0 | 0 | 2  | 0 | 0 | 8   | 0 | 1  |
| PSV Eindhoven · Países Bajos | Total club    | Total club    | 99  | 2 | 20 | 14 | 0 | 1 | 18 | 1 | 2 | 131 | 3 | 23 |
| Total carrera | Total carrera | Total carrera | 212 | 3 | 31 | 20 | 0 | 1 | 56 | 1 | 7 | 288 | 4 | 39 |
| (1) Incluye datos de la Copa de los Países Bajos, Supercopa de los Países Bajos y Copa Italia. (2) Incluye datos de la Liga de Campeones de la UEFA, Liga Europa de la UEFA y Liga Europa Conferencia de la UEFA. |               |               |     |   |    |    |   |   |    |   |   |     |   |    |

### Selección nacional
| Absoluta · Países Bajos                                              | 2016  | — | — | 2 | — | — | — | — | — | 2 | 0 |
| Absoluta · Países Bajos                                              | 2017  | — | — | 1 | — | — | — | — | — | 1 | 0 |
| Total                                                                | Total | 0 | 0 | 3 | 0 | 0 | 0 | 0 | 0 | 3 | 0 |
| (1)Incluye partidos de clasificación para la Copa Mundial de Fútbol. |       |   |   |   |   |   |   |   |   |   |   |

## Palmarés

### Títulos nacionales
| Título                   | Club          | País         | Año  |
| ------------------------ | ------------- | ------------ | ---- |
| Copa de los Países Bajos | Feyenoord     | Países Bajos | 2016 |
| Eredivisie               | Feyenoord     | Países Bajos | 2017 |
| Eredivisie               | PSV Eindhoven | Países Bajos | 2025 |

### Títulos internacionales
| Título                             | Club       | País    | Año  |
| ---------------------------------- | ---------- | ------- | ---- |
| Liga Europa Conferencia de la UEFA | A. S. Roma | Albania | 2022 |